# L'Homme à abattre (film)
Pour les articles homonymes, voir L'Homme à abattre.
Pour plus de détails, voir Fiche technique et Distribution.
L'Homme à abattre est un film d'espionnage français réalisé par Léon Mathot et sorti en 1937.

## Synopsis
Le capitaine Benoit réalise avec succès une mission à Berlin, mais quand il rentre à Paris il échappe à des attentats commis par des agents allemands.

## Fiche technique
- Réalisation : Léon Mathot
- Scénario : Carlo Rim d'après une nouvelle de Charles Robert-Dumas
- Directeur de la photographie : René Gaveau
- Musique : Jean Lenoir
- Montage : Jacques Desagneaux
- Production :  Compagnie Française Cinématographique
- Pays :  France
- Format : Son mono  - Noir et blanc - 35 mm  - 1,37:1
- Genre : Thriller
- Durée : 102 minutes
- Date de sortie : 
  - France - 25 février 1937

## Distribution
- Jean Murat : Le capitaine Benoît
- Viviane Romance : Hilda
- Jules Berry : Le commissaire Raucourt
- Roger Karl : Le commissaire Werter
- Jean-Max : L'agent von Haidingen
- Madeleine Robinson : Andrée Ruval
- Georges Prieur : Le général von Raugwitz
- Pierre Magnier : Le colonel Guéraud
- Raymond Aimos : Vic
- Bernard Lancret : Stéphane Gietzinger
- Marcel Dalio